# Onitis adriani
Onitis adriani är en skalbaggsart som beskrevs av Ferreira 1976. Onitis adriani ingår i släktet Onitis och familjen bladhorningar. Inga underarter finns listade i Catalogue of Life.